# Владимировка (Любашёвский район)
Владимировка (укр. Володимирівка) — село, относится к Любашёвскому району Одесской области Украины.
Население по переписи 2001 года составляло 158 человек. Почтовый индекс — 66522. Телефонный код — 4864. Занимает площадь 1,273 км². Код КОАТУУ — 5123381403.

## Местный совет
66520, Одесская обл., Любашёвский р-н, с. Гвоздавка Вторая